# Калвадос (напитка)
 Тази статия е за алкохолната напитка.  За едноименния френски департамент вижте Калвадос (департамент).  
Калвадос (на френски: Calvados) е ябълково бренди, получено чрез дестилация на сайдер, което се прави традиционно във френския регион Долна Нормандия. Калвадосът има алкохолно съдържание около 40 градуса.

## История
Първото споменаване на това питие е свързано с името на френския благородник Жил дьо Губервил, който през 1553 г. в своя „Дневник“ пише за дестилацията на сайдер в Нормандия. Тогава напитката все още не носи настоящото си име.
Своето име напитката получава по името на един от корабите на испанската армада, която през 1588 г. се отправя от Испания на север, за да завладее британските острови.
Един от испанските кораби – „El Calvador“, претърпява корабокрушение край френските брегове, и то в района, където се произвежда ябълковото бренди. Оттогава местните наричат провинцията Калвадос и през 1790 г. Франция официално записва района с това име.
По името на района и ябълковото бренди получава името „калвадос“ – първоначално в разговорната реч в средата на XIX век, а впоследствие и в правилата „Appellation d’Origine Contrôlée“ (AOC) през 1942 г.

## Апелации
Както мнозинството френски регионални продукти с уникални традиции като (вино, коняк, сирене) и др., и спрямо калвадоса се прилагат правилата „Appellation d’Origine Contrôlée“.
През 1997 г. са определени три апелации (ограничени строго контролирани райони за производство на определен продукт) за калвадос: AOC calvados, Calvados Pays d’Auge и Calvados Domfrontais.
Производството на калвадос е ограничено във френските департаменти Калвадос, Манш, Орн и части от департаментите Ер, Майен, Сарт и Ер и Лоар. Общо 1572 населени места имат право да продават ябълково бренди с името „калвадос“.

### AOC calvados
В тази апелация са регистрирани 6000 производители, от които 400 големи. Характерни са отсъствието на строги правила и като следствие – голямо разнообразие от стилове и качество. В тази апелация обикновено калвадоса се прави чрез еднократна дестилация в цилиндрични („колоновидни“) дестилатори, някои от които са подвижни. Дестилатът отлежава минимум 2 години в дъбови бъчви.

### Calvados Pays d’Auge
В тази апелация са регистрирани 2500 производители, от които 40 големи. Характерно за района е че при производството на калвадос се използват само ябълки. Сайдерът ферментира минимум 6 месеца. В тази апелация обикновено калвадоса се прави чрез двойна дестилация, която дава доста по мек и сладък алкохол, подходящ за дълго отлежаване. Дестилатът отлежава минимум 2 години в дъбови бъчви.

### Calvados Domfrontais
В тази апелация са регистрирани 1500 производители, от които 5 големи. Характерно за района е че при производството на калвадос се използват ябълки и круши. Овощните градини трябва да включват 15 % крушови дръвчета, като 25 % от тях трябва да са по стари от 16 години. За производство на калвадос се използват минимум 30 % крушов спирт, но на практика напитката съдържа до 50 % крушов дестилат. В тази апелация обикновено калвадоса се прави чрез еднократна дестилация в цилиндрични („колоновидни“) дестилатори. Дестилатът отлежава минимум 3 години в дъбови бъчви.

## Подбор на ябълките и крушите
Производителите използват само малки ябълки със силен и интензивен аромат. В Нормандия се отглеждат стотици сортове, но за Pays d'Auge се препоръчват само 48 сорта.
За разлика от виното, което може да бъде направено само от един сорт грозде, Калвадос изисква внимателен подбор на различни сортове.
Калвадос се произвежда чрез смесване на различни спиртове. Правилното смесване прави възможно да се поддържа един и същи вкус в продължение на много години, независимо от годишните промени в качеството на ябълките и крушите. За да постигне това, всеки производител обикновено отглежда между 20 и 40 различни сортове ябълки.
Различните сортове ябълки, в зависимост от киселинността, горчивината и съдържанието на захари и танини са разделени в четири категории: горчиви, горчиво-сладки, сладки и кисели.
Обикновено в производството на калвадос се влагат 10 % горчиви сортове, 70 % горчиво-сладки и 20 % кисели. Крушите са съпоставими с категорията кисели ябълки.

## Производство и отлежаване
Различните сортове ябълки се събират в ранната есен. След като бъдат набрани, ябълките се оставят известно време на открито, докато узреят напълно, след което постъпват в дестилериите. Ябълките се измиват и се транспортират към ябълкова „преса“, където са пасират. Получената смес се прецежда и се получава гъст екстрат, който се оставя да ферментира от няколко седмици до няколко месеца. Към него се прибавя и захар, която се превръща в алкохол. Така се получава сайдер (ябълковото вино), което се дестилира. Алкохолът от виното се извлича след изваряване на виното в меден казан, от който концентрираният алкохол се изпарява в специални съоръжения и след това се охлажда. От 22 литра плодова течност се получава един литър калвадос.
След дестилацията напитката все още няма цвят. Тя се превръща в калвадос в резултат на отлежаване в тъмни изби в дъбови бъчви за определен срок и при определена температура, при което получава характерни цвят и различни аромати. Бъчвите се пълнят с дестилат на 60 – 70% от обема им.
При отлежаването на напитката цветът ѝ се променя от златист в кехлибарен. Тайната на питието се крие в майсторското смесване на отлежалите дестилати. Майсторите в избите създават калвадоса по точно определен начин, като смесват ябълкови и крушови брендита от различни години и реколти.
„Операцията“ по смесването на готовия калвадос се държи в пълна тайна, която се предава от поколение на поколение във всяка компания.
В зависимост от рецептата калвадосът има алкохолно съдържание от 30 до 50 градуса, най-често около 40. Полученият краен продукт се отличава със силен ванилов аромат и вкус на прясно разрязана ябълка, както и с нотки на червени плодове, на ядки или мед в зависимост от вида и възрастта.

## Видове калвадос
Потребителите могат да разберат за възрастта и качеството на калвадоса по специалните обозначения на етикетите на бутилките. Указаният на етикета срок на отлежаване означава, че всеки от включените в състава на калвадоса спиртове има срок на отлежаване не по-малък от посочения. За калвадос са възприети следните обозначения:
- Fine, Trois etoiles („Три звезди“), Trois pommes („три ябълки“, фр.) – отлежал в бъчва минимум 2 години;
- Vieux или Reserve – минимум 3 години;
- V.O.(Very Old), VO, Vieille Reserve, V.S.O.P. (Very Superior Old Pale), VSOP – минимум 4 години;
- Extra, X.O.(Extra Old), XO, Napoleon, Hors d’Age, Age Inconnu – минимум 6 години;
- Age 12 ans, 15 ans d’age – минимум посочения брой години;
- 1946, 1973 и др. – винтажни калвадоси от определена годишна реколта.

## Консумация
Калвадос се пие чист, без вода или натурални сокове. Обикновено се сервира след хранене. Няма нужда да се охлажда допълнително. Ценителите го определят като напитка, която на вкус е между бренди и ракия.
Калвадос се използва и като съставка за много коктейли. Сред най-успешните смесени напитки с негово участие са „Калвапириня“ (калвадос, ябълков сок и лайм), „Нормандия“ (калвадос, малинов и лимонов сок) и „Бокаж“ (калвадос, кайсиев ликьор, портокалов сок и сироп от нар). За тях барманите ползват 3-годишни калвадоси.

## Водещи производители
- Anee (AOC calvados)
- Boulard S.A.C.B. (Calvados Pays d’Auge)
- Busnel (Calvados Pays d’Auge)
- Adrien Camut (Calvados Pays d’Auge)
- Chateau du Breuil (Calvados Pays d’Auge)
- Christian Drouin – 'Coeur de Lion' (Calvados Pays d’Auge)
- Le Clos d’Orval (AOC calvados)
- Comte Louis de Lauriston (Calvados Domfrontais)
- Coquerel (AOC calvados)
- Daron (Calvados Pays d’Auge)
- David
- Philippe Daufresne (Calvados Pays d’Auge)
- Serge Desfrieches (Calvados Pays d’Auge)
- Des Deux-Sapins, Earl Jaouen
- Des Grimaux, Earl
- Desvoye
- Domaine de la Merite (AOC calvados)
- Domaine Dupont (Calvados Pays d’Auge)
- Fermicalva (AOC calvados)
- Ferme de l’Hermitiere (AOC calvados)
- Giard, S.C.E.A. (Calvados Pays d’Auge)
- Victor Gontier (Calvados Domfrontais)
- Roger GROULT (Calvados Pays d’Auge)
- Houley
- Michel HUARD (AOC calvados)
- Michel Hubert (Calvados Pays d’Auge)
- Pierre Huet (Calvados Pays d’Auge)
- Lebrec
- Lecompte (Calvados Pays d’Auge)
- Lelouvier
- Lemorton (Calvados Domfrontais)
- Le Pere Jules (Calvados Pays d’Auge)
- Leroyer
- Les Remparts
- Les Vergers de Champ-Hubert
- Macrel
- Manoir de Querville (Calvados Pays d’Auge)
- Francois et Stephane Grandval (Calvados Pays d’Auge)
- Manoir d’Apreval (Calvados Pays d’Auge)
- Martayrol
- Morin (AOC calvados)
- PARC du MOULIN
- Pere Magloire (Calvados Pays d’Auge)
- Philippe Piednoir
- Pomypom
- Preaux
- Sapiniere
- Toutain

Pere Magloire е най-известната марка калвадос в света, която се произвежда от 1821 г. и заема 27 % дял от целия световен пазар на тази напитка.